# Porcellio obtrusifrons
Porcellio obtrusifrons är en kräftdjursart som beskrevs av William Aitcheson Haswell1882. Porcellio obtrusifrons ingår i släktet Porcellio och familjen Porcellionidae. Inga underarter finns listade i Catalogue of Life.